# Красный (Павловский район, Краснодарский край)
Красный — хутор в Павловском районе Краснодарского края.
Входит в состав Северного сельского поселения.

## Население
| 2002 | 2010 |
| ---- | ---- |
| 806  | ↘794 |

- ул. Садовая,
- ул. Советская.